# Athenaea micrantha
Athenaea micrantha är en potatisväxtart som beskrevs av Sendt. Athenaea micrantha ingår i släktet Athenaea och familjen potatisväxter. Inga underarter finns listade i Catalogue of Life.